# Marcin Held
Marcin Held (Tychy, 18 gennaio 1992) è un lottatore di arti marziali miste polacco.
Combatte nella divisione dei pesi leggeri per la promozione statunitense UFC. Dal 2010 al 2016 ha militato nell'organizzazione Bellator.

## Caratteristiche tecniche
Held è un lottatore completo, abile sia nella lotta a piedi che in quella a terra, benché preferisca quest'ultima. Dotato di un valido background nella lotta libera e con ottime conoscenze del jiu jitsu brasiliano, possiede un ampio bagaglio di sottomissioni.

## Carriera nelle arti marziali miste

### Ultimate Fighting Championship
Il 30 agosto 2016 sigla ufficialmente un contratto con la prestigiosa promozione UFC.
Held compie il suo debutto nell'ottagono il 5 novembre seguente all'evento The Ultimate Fighter Latin America 3 Finale, contro il veterano lottatore Diego Sanchez. Pur avendo mostrato buone combinazioni in piedi e provato numerose sottomissioni nella lotta a terra, Held viene sconfitto per decisione unanime dopo tre riprese.
Nel suo secondo match, datato 15 gennaio 2017, affronta un altro veterano in Joe Lauzon, in occasione del co-main event di UFC Fight Night 103. La sfida si rivela combattuta e in quest'occasione il polacco mette ulteriormente in mostra le proprie abilità nel grappling, esibendo tra l'altro una lotta in piedi discreta ma ancora grezza. Dopo tre riprese viene a gran sorpresa sconfitto per decisione non unanime assai discussa: al termine dell'incontro Lauzon dichiarerà di non essersi meritato la vittoria e che Held era stato superiore per la prestazione che aveva messo in mostra.

## Risultati nelle arti marziali miste
| Risultato | Record | Avversario       | Metodo                  | Evento                                                              | Data            | Round | Tempo | Luogo                      | Note |
| --------- | ------ | ---------------- | ----------------------- | ------------------------------------------------------------------- | --------------- | ----- | ----- | -------------------------- | ---- |
| Vittoria  | 23-7   | Nasrat Haqparast | Decisione (unanime)     | UFC Fight Night: Cerrone vs. Till                                   | 21 ottobre 2017 | 3     | 5:00  | Danzica, Polonia           |      |
| Sconfitta | 22-7   | Damir Hadžović   | KO (ginocchiata)        | UFC Fight Night: Gustafsson vs. Teixeira                            | 28 maggio 2017  | 3     | 0:07  | Stoccolma, Svezia          |      |
| Sconfitta | 22-6   | Joe Lauzon       | Decisione (non unanime) | UFC Fight Night: Rodriguez vs. Penn                                 | 15 gennaio 2017 | 3     | 5:00  | Phoenix, Stati Uniti       |      |
| Sconfitta | 22-5   | Diego Sanchez    | Decisione (unanime)     | The Ultimate Fighter Latin America 3 Finale: dos Anjos vs. Ferguson | 5 novembre 2016 | 3     | 5:00  | Città del Messico, Messico |      |